# شايسته خان
ميرزا أبو طالب شايسته خان بن أبي الحسن آصف خان (22 نوفمبر 1600 - 1694) المعروف اختصارًا بِـ«شايسته خان» كان رجل دولة ومن القادة العسكريين الكبار في الهند المغوليَّة، وهو خال السُلطان أورنكزيب عالمكير وشخصية رئيسيَّة خلال فترة حُكمه، شغل منصب صوبه دار الدكن وخاندش والبنغال. تحت سُلطة شايسته خان وصلت مدينة دكا وقوّة المغول في الإقليم إلى أعلى مُستوياتها.